# Angels-Eye Mountain
Der Angels-Eye Mountain (vietnamesisch núi thủng) ist ein kegelförmiger Berg, der in der Provinz Cao Bằng liegt. Seine Besonderheit liegt in der einzigartigen Höhle, die wie ein Loch durch den ganzen Berg führt. Aufgrund dessen ist die Höhle schon von weitem sichtbar und wird „Engelsauge“ genannt.

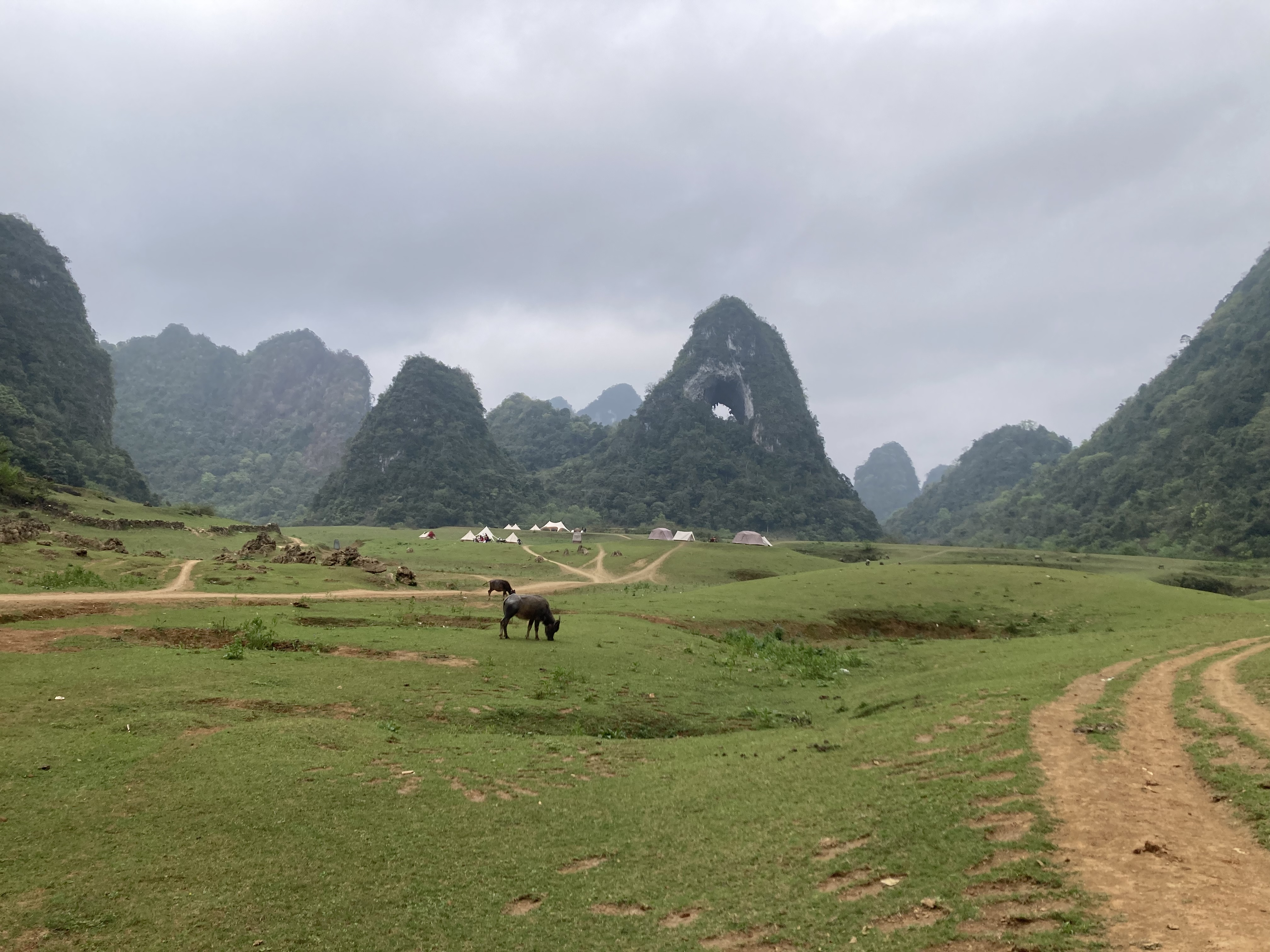
Der Angels Eye Mountain und seine Umgebung.

Der Berg wird gerne von Einheimischen wie auch Touristen besucht. Oft werden Zelte auf den Ebenen aufgestellt, die den Berg umgeben. Diese Ebenen werden als Weideflächen genutzt. In der Nähe des Bergs liegt eine andere Höhle, aus der ein kleiner Fluss tritt.